# Ice-T
Трэ́йси Ло́рен Ма́рроу (англ. Tracy Lauren Marrow; род. 16 февраля 1958, Ньюарк, Нью-Джерси), более известный под сценическим псевдонимом Ice-T — американский музыкант, рэпер, автор песен, актёр, музыкальный продюсер и автор книг, вокалист рок-группы Body Count, обладатель наград «Грэмми» и «NAACP Image Award».
Он начал свою карьеру в качестве андеграунд-рэпера в 1980-х годах и был подписан на Sire Records в 1987 году, когда выпустил дебютный альбом Rhyme Pays; это был второй хип-хоп-альбом, содержащий наклейку о нецензурной лексике Parental Advisory (после альбома Slick Rick La Di Da Di). В следующем году он основал лейбл Rhyme $yndicate Records (названный в честь его хип-хоп-коллектива «Rhyme $yndicate») и выпустил ещё один альбом Power, который стал «платиновым». Он также выпустил несколько других альбомов, которые стали «золотыми».
Он стал одним из основателей рэп-метал-группы Body Count, которую он представил на своём рэп-альбоме 1991 года O.G: Original Gangster на треке под названием «Body Count». Группа выпустила одноимённый дебютный альбом в 1992 году. Ice-T столкнулся с разногласиями по поводу его трека «Cop Killer», в тексте которого говорилось об убийстве полицейских. Ice-T попросил освободить его от контракта с Warner Bros. Records, а его следующий сольный альбом Home Invasion был выпущен позже в феврале 1993 года на лейбле Priority Records. Следующий альбом Body Count был выпущен в 1994 году, а Ice-T выпустил ещё два альбома в конце 1990-х. С 2000 года он играл роль детектива полиции Нью-Йорка/сержанта Одафина Тутуола в полицейской драме NBC «Закон и порядок: Специальный корпус».

## Биография
Трэйси Лорен Марроу родился 16 февраля 1958 года в Ньюарке (штат Нью-Джерси, США) в семье Соломона и Элис Марроу. Когда он был ребёнком, его семья переехала в Саммит (Нью-Джерси). Его мать умерла от сердечного приступа, когда он учился в третьем классе, а отец — от сердечного приступа четыре года спустя. Ice-T заявил в своей биографии, что отец был креольского происхождения, а мать — афроамериканкой.
После смерти отца он продолжал жить со своей тётей в Калифорнии, а затем учился в Crenshaw High School в Южно-Центральной части Лос-Анджелеса. После окончания школы он пошёл в армию США и в течение четырёх лет служил рейнджером в 25-м пехотном полку. По его словам, это был бесценный опыт, но он старается его не использовать в жизни.

## Карьера

### Музыкальная карьера

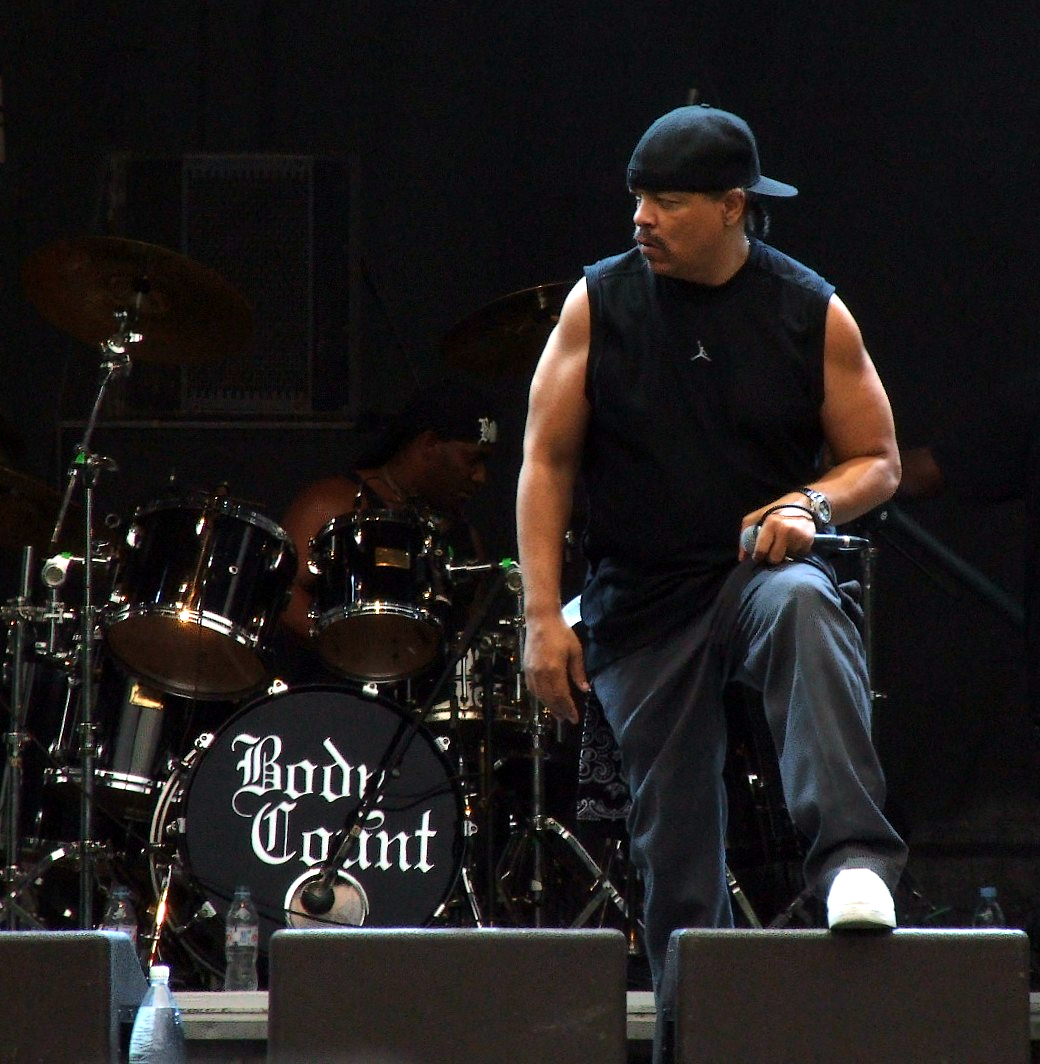
Body Count, концерт в Праге, 2006.

После окончания службы в армии Ice-T начал музыкальную карьеру рэпера и записал несколько непримечательных 12-дюймовых синглов. После этого он подписал контракт с крупным лейблом «Sire Records». Когда основатель лейбла и президент Сэймор Стейн (англ. Seymour Stein) услышал его демозапись, он сказал: «Он звучит как Боб Дилан».
В 1987 году при поддержке DJ Aladdin, DJ Evil E и продюсера Afrika Islam вышел его дебютный альбом «Rhyme Pays». Альбом стал «золотым» по версии RIAA. В том же году Ice-T записал песню о жизни старой части Лос-Анджелеса для фильма Денниса Хоппера «Цвета». Его следующий альбом «Power» был выпущен в 1988 году на его собственном лейбле «Rhyme Syndicate» и тоже стал «золотым».
В 1989 году у Ice-T вышел альбом под названием «The Iceberg/Freedom Of Speech…Just Watch What You Say», объединивший несколько различных стилей.
Интерес к тяжёлой музыке, унаследованный от кузена Эрла, сподвиг его создать свою метал-группу под названием Body Count в 1990 году. В неё вошли музыканты, учившиеся с Ice-T ещё в школе Креншоу и также увлекавшиеся тяжёлой музыкой: соло-гитарист Ernie C, басист Mooseman, ударник Beatmaster V и ритм-гитарист D-Roc. Их музыка представляла собой яростный и скоростной саунд, смесь трэш-метала, спид-метала и хардкора. Остросоциальные тексты, написанные Ice-T, повествовали о бандитизме, расовой несправедливости, жестокости полицейских и т. д., что привело к новому, характерному ответвлению в тяжёлой музыке — гетто-металу. Группа выпустила четыре альбома и обещала выпустить в 2014 году новый альбом.
В 1991 году он выпустил альбом «O.G.: Original Gangster», который был создан в стиле гангста-рэп и стал его самым успешным альбомом. В записи альбома приняла участие его группа Body Count.
За трек «Back on the Block», записанный с джазовым музыкантом Куинси Джонсом и представлявший собой попытку объединить музыкальные стили от джаза и соула до фанка и рэпа, Ice-T получил премию «Грэмми» «За лучшее рэп-исполнение дуэтом или группой» и разделил приз с музыкантами, с которыми работал — Куинси Джонсом и Рэем Чарльзом.
Песня «Cop Killer», в которой рассказывается про убийство полицейского, вызвала возмущение со стороны полиции и Национальной стрелковой ассоциации, из-за чего Warner Music отказалась выпускать альбом «Home Invasion». Ice-T разорвал контракт с Warner Bros и выпустил «Home Invasion» на лейбле «Rhyme Syndicate», дистрибьютором выступил «Priority Records». Альбом занял 9-е место в рейтинге журнала R&B/Hip-Hop Albums и 14-е место на Billboard 200. Несколько синглов, включая «Gotta Lotta Love», «I Ain’t New Ta This» и «99 problems», позже вдохновят Jay-Z для записи своих версий этих песен в 2003 году. Ice-T также сотрудничал с группами, выступавшими в стиле хеви-метал. Для фильма «Ночь страшного суда» он спел дуэтом со Slayer песню «Disorder» группы The Exploited.
В 1995 году Ice-T участвовал в гастролях группы Black Sabbath в их туре Forbidden. Затем вышли альбомы «VI — Return of the Real» (1996) и «The Seventh Deadly Sin» (1999).
Альбом «Gangsta Rap», написанный в 1999 году, вышел только 31 октября 2006 и был принят прохладно.
Ice-T появляется в фильме «Gift», в последней сцене Ice-T и Body Count играют с Jane’s Addiction в версии Sly & the Family Stone песню «Don’t Call Me Nigger, Whitey». Кроме того, противостоя своей собственной группе и рэп-проектам, Ice-T также сотрудничает с другими хард-рок- и метал-группами, таких как Icepick, Motörhead, Pro-Pain и Six Feet Under. Записывает кавер-версии песен с такими группами как The Exploited, Джелло Биафра и Black Flag.
В 2008 году Ice-T выступал на ежегодном фестивале «Gathering Of The Juggalos», который проводится «Insane Clown Posse».
Ice-T был в жюри на 7-м «Independent Music Awards» в поддержку независимых музыкантов.
В 2012 году выходит его фильм «Something from Nothing: The Art of Rap», финансируемый BBC. В нём рассказывается о рэпе, его основании и образе жизни рэперов.

### Актёрская карьера
Первым появлением в кинокарьере для Ice-T был фильм «Брейк-данс» (1984) и его продолжение «Брейк-данс 2: Электрическое Бугало» (1985). Эти фильмы вышли до первого альбома Ice-T, поэтому он делит свою карьеру на «кино и музыкальную».
В 1991 году у него была серьёзная роль полицейского детектива Скотти Эпплтона в фильме Марио Ван Пиблза «Нью-Джек-Сити», далее роль главаря банды «Одесса» в фильме «Рикошет», в котором главные роли исполняли Дензел Вашингтон и Джон Литгоу, главаря банды «Король Джеймс» в «Чужой территории» (1992), и после заметная роль в фильме «Игра на выживание» (1994), а также роли второго плана в «Джонни-мнемонике» (1995) и роль мутанта в «Танкистке» (1995).
В 1993 году с другими рэперами и тремя ведущими программы «Yo! MTV Raps» Эдом Лавером, Doctor Dre (не Dr. Dre) и Fab 5 Freddy снялся в комедии «Кто этот тип?» режиссёра Теда Демма.
В 1995 году у него была периодическая роль мстительного наркоторговца Дэнни Корта в телесериале «Полицейские под прикрытием», созданном Диком Вульфом. Работа принесла ему в 1996 году премию «NAACP Image» в номинации «Лучший актёр второго плана в драматическом сериале». В 1997 году исполнил одну из главных ролей в боевике «Крутые стволы», а также принял участие в создании небольшого сериала «Players», спродюсированного Диком Вульфом. Затем была роль Сеймура «Кингстона» Стокона в «Exiled: A Law & Order Movie» в 1998 году.
Сотрудничество с Вульфом привело его в сериал «Закон и порядок: Специальный корпус». С 2000 года он играл Одафина «Фина» Татуолу, бывшего тайного сотрудника службы по борьбе с наркотиками, переведённого в специальный корпус. В 2002 году Ice-T удостоился второй премии «NAACP Image», и вновь как «Лучший актёр второго плана в драматическом сериале» за работу в сериале «Закон и порядок: Специальный корпус». Его участие в сериале несколько иронично, учитывая споры вокруг его группы Body Count с песней «Cop Killer». Он также появляется в фильме «Лепрекон 5: Сосед». В 1999 году снялся в фильме «Истребитель». Фильм оказался посредственным.
Ice-T озвучивал Мэдд Догга в видеоигре «Grand Theft Auto: San Andreas», а также агента Кейна в «Sanity: Aiken's Artifact». Кроме того, он появляется в роли самого себя в играх «Def Jam: Fight for NY» и «UFC: Tapout».
На шоу «Рестлмания 2000» он спел песню «Pimpin Ain’t Easy» во время выхода Крёстного отца и Ди’Ло Брауна. Кроме того, он играл Гамильтона в триллере 2001 года «3000 миль до Грейсленда».

## Личная жизнь
У Ice-T есть внебрачная дочь 1976 года рождения. Состоял в продолжительных отношениях с Дарлин Ортис, которая была на обложках его альбомов «Rhyme Pays» (1987) и «Power» (1988). У пары родился сын в 1992 году. В начале 2002 года Ice-T женился на модели Николь «Коко-Мэри» Остин. В 2015 году стал отцом в третий раз.

## Дискография
| Студийные альбомы - Rhyme Pays (1987) - Power (1988) - The Iceberg/Freedom of Speech…Just Watch What You Say (1989) - O.G. Original Gangster (1991) - Home Invasion (1993) - Ice-T VI: Return of the Real (1996) - The Seventh Deadly Sin (1999) - Gangsta Rap (2006) | с Body Count - Body Count (1992) - Born Dead (1994) - Violent Demise: The Last Days (1997) - Murder 4 Hire (2006) - Manslaughter (2014) - Bloodlust (2017) - Carnivore (2020) | Совместные альбомы - Breaking and Entering with The Radio Crew (1983) - Rhyme Syndicate Comin' Through with Rhyme $yndicate (1988) - Pimp to Eat with Analog Brothers (2000) - Repossession with SMG (2004) - Urban Legends with Black Ice (2008) - The Foundation Album (Legends Recording Group) with Various Artists (2019) |

## Фильмография
| Год  | Фильм                                                      | Роль                                  | Примечания                                                                          |
| ---- | ---------------------------------------------------------- | ------------------------------------- | ----------------------------------------------------------------------------------- |
| 1984 | Breakin'                                                   | Rap Talker                            | Дебют в кино                                                                        |
| 1985 | Breakin' 2: Electric Boogaloo                              | Radiotron Rapper                      |                                                                                     |
| 1985 | Rappin'                                                    | Играет самого себя                    |                                                                                     |
| 1991 | Нью-Джек Сити                                              | Scotty Appleton                       | Номинирован: MTV Movie Award for Best Breakthrough Performance                      |
| 1991 | Рикошет                                                    | Odessa                                |                                                                                     |
| 1992 | Why Colors?                                                | Играет самого себя                    |                                                                                     |
| 1992 | Trespass                                                   | King James                            |                                                                                     |
| 1993 | CB4                                                        | Играет самого себя                    |                                                                                     |
| 1993 | Who’s the Man? (Кто этот тип?)                             | Nighttrain/Chauncey                   |                                                                                     |
| 1993 | Gift                                                       | Играет самого себя                    | Видео                                                                               |
| 1994 | Игра на выживание                                          | Jack Mason                            | Первая главная роль                                                                 |
| 1995 | Танкистка                                                  | T-Saint                               |                                                                                     |
| 1995 | Джонни-мнемоник                                            | J-Bone                                |                                                                                     |
| 1996 | Frankenpenis                                               | Играет самого себя                    | Только для домашнего просмотра                                                      |
| 1997 | Below Utopia                                               | Jim                                   |                                                                                     |
| 1997 | Rhyme & Reason                                             | Играет самого себя                    | Документальный фильм                                                                |
| 1997 | Крутые стволы                                              | Vincent Moon                          |                                                                                     |
| 1997 | The Deli                                                   | Phil The Meat Man                     |                                                                                     |
| 1998 | Crazy Six                                                  | Raul                                  |                                                                                     |
| 1998 | Pimps Up, Ho’s Down                                        | Играет самого себя                    | Документальный фильм                                                                |
| 1999 | Sonic Impact                                               | Agent Taja                            |                                                                                     |
| 1999 | The Wrecking Crew                                          | Menace                                |                                                                                     |
| 1999 | The Heist                                                  | C-Note                                |                                                                                     |
| 1999 | Frezno Smooth                                              | DJ Superfly                           |                                                                                     |
| 1999 | Judgment Day                                               | Matthew Reese                         | Видео                                                                               |
| 1999 | Urban Menace                                               | Рассказчик                            |                                                                                     |
| 1999 | Stealth Fighter                                            | Owen Turner                           | Также исполнительный продюсер                                                       |
| 1999 | Final Voyage                                               | Josef                                 |                                                                                     |
| 1999 | Jacob Two Two Meets the Hooded Fang                        | Justice Rough, The Judge              |                                                                                     |
| 1999 | Corrupt                                                    | Corrupt                               |                                                                                     |
| 2000 | Gangland                                                   | Officer Dunn                          |                                                                                     |
| 2000 | Leprechaun in the Hood                                     | Mack Daddy                            | Видео                                                                               |
| 2000 | Luck of the Draw                                           | Macneilly                             |                                                                                     |
| 2000 | The Alternate (Дублёр)                                     | Agent Williams                        |                                                                                     |
| 2001 | Kept                                                       | Jack Mosler                           |                                                                                     |
| 2001 | Stranded                                                   | Johnathan Jeffries                    |                                                                                     |
| 2001 | Crime Partners 2000                                        | King Fischer                          |                                                                                     |
| 2001 | 3000 миль до Грейсленда                                    | Hamilton                              |                                                                                     |
| 2001 | Point Doom                                                 | Ringman                               |                                                                                     |
| 2001 | Deadly Rhapsody                                            | Wilson                                |                                                                                     |
| 2001 | 'R Xmas                                                    | The Kidnapper                         |                                                                                     |
| 2001 | Guardian                                                   | Max                                   |                                                                                     |
| 2001 | Tara                                                       | Grady                                 |                                                                                     |
| 2001 | Ticker                                                     | Terrorist Commander                   |                                                                                     |
| 2001 | Out Kold                                                   | Goldie                                |                                                                                     |
| 2001 | Ablaze                                                     | Albert Denning                        |                                                                                     |
| 2001 | Air Rage                                                   | Matt Marshall                         | Видео                                                                               |
| 2001 | Porn Star: The Legend of Ron Jeremy                        | Играет самого себя                    | Документальный фильм                                                                |
| 2002 | On the Edge                                                | Slim Jim                              |                                                                                     |
| 2002 | Stranded                                                   | Jeffries                              |                                                                                     |
| 2002 | Big Pun Still Not a Player                                 | Играет самого себя                    | Документальный фильм                                                                |
| 2003 | Beef                                                       | Играет самого себя                    | Документальный фильм                                                                |
| 2003 | Cwalk: It’s a Way of Livin                                 | Играет самого себя                    | Документальный фильм                                                                |
| 2003 | Tupac: Resurrection                                        | Играет самого себя                    | Документальный фильм                                                                |
| 2003 | Crime Partners                                             | King Fischer                          |                                                                                     |
| 2004 | Lexie                                                      | Rasheed                               | Видео                                                                               |
| 2004 | Up In Harlem                                               | Играет самого себя                    |                                                                                     |
| 2004 | Beef II                                                    | Играет самого себя                    | Документальный фильм                                                                |
| 2004 | And You Don’t Stop: 30 Years of Hip-Hop                    | Играет самого себя                    | Документальный фильм                                                                |
| 2004 | Prison Ball                                                | Рассказчик                            | Документальный фильм                                                                |
| 2005 | Tracks                                                     | Officer Brian Clark                   |                                                                                     |
| 2005 | Fuck                                                       | Играет самого себя                    | Документальный фильм                                                                |
| 2005 | There’s a God on the Mic                                   | Играет самого себя                    | Документальный фильм                                                                |
| 2006 | Copy That                                                  | Играет самого себя                    |                                                                                     |
| 2007 | Apartment 309                                              | Detective Shearod                     |                                                                                     |
| 2008 | A Family Underground                                       | Играет самого себя                    | Документальный фильм только для домашнего просмотра                                 |
| 2009 | Good Hair                                                  | Играет самого себя                    | Документальный фильм                                                                |
| 2009 | Tommy and the Cool Mule                                    | Jackie A (voice)                      |                                                                                     |
| 2010 | The Other Guys                                             | Рассказчик                            | Не указан в титрах                                                                  |
| 2010 | GhettoPhysics                                              | Играет самого себя                    | Документальный фильм-драма                                                          |
| 2011 | The (R)evolution of Immortal Technique                     | Играет самого себя                    | Документальный фильм                                                                |
| 2011 | Planet Rock: The Story of Hip-Hop and the Crack Generation | Рассказчик                            | Телевизионный документальный фильм, также исполнительный продюсер                   |
| 2012 | Something from Nothing: The Art of Rap                     | Играет самого себя                    | Актёр, режиссёр, продюсер                                                           |
| 2012 | Iceberg Slim: Portrait of a Pimp                           | Играет самого себя                    | Актёр, продюсер                                                                     |
| 2013 | Santorini Blue                                             | Dr. Lewis                             |                                                                                     |
| 2013 | Assaulted: Civil Rights Under Fire                         | Рассказчик                            |                                                                                     |
| 2013 | Once Upon a Time in Brooklyn                               | Tyler Moss                            |                                                                                     |
| 2014 | Crossed the Line                                           | Miguel                                |                                                                                     |
| 2015 | What Now                                                   | Играет самого себя                    |                                                                                     |
| 2015 | The Ghetto                                                 | Victor                                |                                                                                     |
| 2016 | How We Met                                                 | Рассказчик                            |                                                                                     |
| 2017 | Bloodrunners                                               | Chesterfield                          | Lead Bat                                                                            |
| 2019 | UglyDolls                                                  | Peggy (голос)                         |                                                                                     |
| 2019 | Public Enemy Number One                                    | Executive producer/Играет самого себя | Документальный фильм режиссёра/продюсера Robert Rippberger и продюсера Chris Chiari |

### Телевидение
| Год       | Фильм                                | Роль                                          | Примечание                                                                         |
| --------- | ------------------------------------ | --------------------------------------------- | ---------------------------------------------------------------------------------- |
| 1983      | Fame                                 | One of the 'Enforcers'                        | Эпизод: «Break Dance»                                                              |
| 1985      | The Merv Griffin Show                | Играет самого себя                            | Интервью и живое выступление                                                       |
| 1989      | Yo! MTV Raps                         | Играет самого себя                            | 3 эпизода                                                                          |
| 1989-1994 | The Arsenio Hall Show                | Играет самого себя                            | 7 интервью и живые выступления                                                     |
| 1990      | Rapmania: The Roots of Rap           | Играет самого себя                            | TV Movie                                                                           |
| 1990      | The Earth Day Special                | Играет самого себя                            | Television special                                                                 |
| 1990      | The Oprah Winfrey Show               | Играет самого себя                            | Эпизод от 7 марта 1990 года                                                        |
| 1990-1992 | Ebony/Jet Showcase                   | Играет самого себя                            | 2 эпизода                                                                          |
| 1991      | Soul Train                           | Играет самого себя                            |                                                                                    |
| 1991-94   | The Arsenio Hall Show                | Играет самого себя                            | 2 появления                                                                        |
| 1994-2008 | Late Night with Conan O’Brien        | Играет самого себя                            | 17 появлений                                                                       |
| 1995      | New York Undercover                  | Danny Up/Danny Cort                           | Эпизод: «CAT» Эпизод: «Catman Comes Back» Эпизод: «The Finals» (as Danny Cort)     |
| 1995      | Baadasss TV                          | Соведущий                                     | 2 серии, каждая из 6 эпизодов.                                                     |
| 1996      | Swift Justice                        | Earl Borgese                                  | Эпизод: «Takin' Back the Street»                                                   |
| 1996      | MADtv                                | Ведущий                                       | Сезон 2, эпизод 2                                                                  |
| 1996      | Later… with Jools Holland            | Играет самого себя                            | Эпизод: #7.4                                                                       |
| 1997      | Duckman: Private Dick/Family Man     | Taanzi                                        | Эпизод: «Ebony, Baby»                                                              |
| 1997      | Space Ghost Coast to Coast           | Играет самого себя                            | Эпизод: «Needledrop»                                                               |
| 1997      | The Rosie O’Donnell Show             | Играет самого себя                            | Эпизод от 17 октября 1997 года                                                     |
| 1997-98   | Players                              | Isaac «Ice» Gregory                           | Основной актёрский состав                                                          |
| 1998      | Welcome to Paradox                   | Revell                                        | Эпизод: «The Winner»                                                               |
| 1998      | Exiled                               | Seymour 'Kingston' Stockton                   | Теле-фильм                                                                         |
| 1998      | The Roseanne Show                    | Играет самого себя                            | Эпизод: #1.26                                                                      |
| 1999      | L.A. Heat                            | Cage                                          | Эпизод: «Rap Sheet»                                                                |
| 1999      | Бэтмен будущего                      | Ramrod                                        | Эпизод: «Splicers»                                                                 |
| 1999      | V.I.P                                | The Prophet                                   | Эпизод: «Val the Hard Way» Эпизод: «Val Goes To Town»                              |
| 1999      | Sin City Spectacular                 | Играет самого себя                            |                                                                                    |
| 1999      | Later                                | Ведущий                                       | Эпизод от 8 февраля 1999 года                                                      |
| 2000      | The Disciples                        | The Sensei                                    | Television film                                                                    |
| 2000      | PhatClips                            | Играет самого себя                            | Интервью                                                                           |
| 2000      | WrestleMania 2000                    | Играет самого себя                            | Performer                                                                          |
| 2000      | Behind the Music                     | Играет самого себя                            | Эпизод: Ice-T                                                                      |
| 2000-н.в. | Закон и порядок: Специальный корпус  | Детектив / сержант Одафин «Фин» Тутуола       | Season 2-Present Main Cast, 416 эпизодов                                           |
| 2001      | The Roast of Hugh Hefner             | Играет самого себя                            | Roaster                                                                            |
| 2001      | Weakest Link                         | Играет самого себя                            | Game show, Эпизод: Scene Stealers Edition                                          |
| 2002      | Beyond Tough                         | Играет самого себя                            | Ведущий                                                                            |
| 2002-06   | Last Call with Carson Daly           | Играет самого себя                            | 3 появления                                                                        |
| 2003      | Chappelle’s Show                     | Играет самого себя                            | Эпизод: #1.9                                                                       |
| 2005      | Закон и порядок                      | Сержант Одафин «Фин» Тутуола                  | Эпизод: «Flaw» (second half of cross-over with Law & Order: SVU эпизод: «Design»). |
| 2006      | Ice-T’s Rap School                   | Играет самого себя                            | Reality show                                                                       |
| 2006      | The Wendy Williams Experience        | Играет самого себя                            | Эпизод от 20 октября 2006 года                                                     |
| 2007      | Belzer Vizion                        | Играет самого себя                            | Интервью                                                                           |
| 2007      | Comedy Central Roast of Flavor Flav  | Играет самого себя                            | Roaster                                                                            |
| 2007      | etalk                                | Играет самого себя                            | Эпизод от 27 июля 2007 года                                                        |
| 2008      | The Jace Hall Show                   | Играет самого себя                            | Эпизод: «Blizzard’s World of Warcraft Feat. Ice T. & Coco»                         |
| 2009      | The Magic 7                          | Dr. Scratch (voice)                           | Animated TV movie                                                                  |
| 2009      | The Tonight Show with Conan O’Brien  | Играет самого себя                            | 1 появление                                                                        |
| 2009-2010 | I Get That a Lot                     | Играет самого себя                            | TV special                                                                         |
| 2010      | All Star Mr & Mrs                    | Играет самого себя вместе со своей женой Coco | Final round                                                                        |
| 2010      | The Jace Hall Show                   | Играет самого себя                            | 3 эпизода                                                                          |
| 2010      | Sounds Like a Revolution             | Играет самого себя                            | Documentary                                                                        |
| 2011—2013 | Ice Loves Coco                       | Играет самого себя                            | Reality Show                                                                       |
| 2011—2013 | 30 Rock                              | Сержант Одафин «Фин» Тутуола                  | Эпизоды: ¡Qué Sorpresa!, Hogcock! & Last Lunch                                     |
| 2011      | Comedy Central Roast of Donald Trump | Играет самого себя                            | Зритель                                                                            |
| 2011      | The Colbert Report                   | Играет самого себя                            | Guest                                                                              |
| 2011      | Lopez Tonight                        | Играет самого себя                            | Guest                                                                              |
| 2011      | Give it up for Greg Giraldo          | Играет самого себя                            | Documentary                                                                        |
| 2012      | Live! with Kelly                     | Играет самого себя                            | Интервью                                                                           |
| 2014      | Late Night with Seth Meyers          | Играет самого себя                            | Интервью                                                                           |
| 2014      | Alternative Press Music Awards       | Играет самого себя                            |                                                                                    |
| 2014      | Celebrities Undercover               | Играет самого себя                            | 1 эпизод                                                                           |
| 2014-2016 | Chicago P.D.                         | Детектив Одафин «Фин» Тутуола                 | Эпизоды: «Conventions», «The Number of Rats», «The Song of Gregory Williams Yates» |
| 2015      | Ice & Coco                           | Играет самого себя                            |                                                                                    |
| 2016      | Younger                              | Играет самого себя                            | Эпизод: «Secrets & Liza»                                                           |
| 2016      | Unbreakable Kimmy Schmidt            | Играет самого себя                            | Эпизод: «Kimmy Sees a Sunset!»                                                     |
| 2016      | Hip-Hop Evolution                    | Играет самого себя                            | Music documentary series                                                           |
| 2018      | American Dad!                        | Играет самого себя                            | Эпизод: «The Census of the Lamb»                                                   |
| 2019      | Deadly Class                         | Играет самого себя                            | Cameo                                                                              |
| 2019      | Saturday Night Live                  | Сержант Одафин «Фин» Тутуола                  | Cameo                                                                              |
| 2020—2021 | Танцор в маске                       | Играет самого себя                            | 1 эпизод                                                                           |
| 2023      | Рик и Морти                          | Играет самого себя                            | Cameo (7 сезон, 8 серия)                                                           |

### Видео
| Год  | Название                                         | Роль               | Примечания                                                          |
| ---- | ------------------------------------------------ | ------------------ | ------------------------------------------------------------------- |
| 1984 | Be Somebody… or Be Somebody’s Fool!              | Играет самого себя | Музыкальный аранжировщик: вокальные аранжировки для Mr. T           |
| 1989 | The Iceberg Video                                | Играет самого себя | Включает в себя музыкальные видео и живые выступления               |
| 1990 | Slammin' Rap Video Magazine                      | Играет самого себя | Интервью                                                            |
| 1991 | O.G. The Original Gangster Video                 | Играет самого себя | Включает в себя музыкальные видео из альбома O.G. Original Gangster |
| 2002 | The Repossession Live                            | Играет самого себя | Концертное видео                                                    |
| 2003 | Beat of Life                                     | Играет самого себя | Включает в себя музыкальные видео от DJ Tomekk                      |
| 2005 | Smokeout Festival Presents: Body Count and Ice-T | Играет самого себя | Концертное видео                                                    |
| 2005 | Live in L.A.                                     | Играет самого себя | Концертное видео                                                    |

### Видеоигры
| Год  | Игра                          | Роль или персонаж    | Примечание       |
| ---- | ----------------------------- | -------------------- | ---------------- |
| 1993 | Prime Mover                   |                      | Amiga            |
| 2000 | Sanity: Aiken’s Artifact      | Agent Nathaniel Cain | Голос            |
| 2002 | UFC: Tapout                   | Играет самого себя   | Голос            |
| 2004 | Def Jam: Fight for NY         | Играет самого себя   | Голос            |
| 2004 | Grand Theft Auto: San Andreas | Madd Dogg            | Голос            |
| 2006 | Scarface: The World Is Yours  |                      | Голос            |
| 2011 | Gears of War 3                | Aaron Griffin        | Голос            |
| 2019 | Borderlands 3                 | Balex                | Голос            |
| 2023 | PAYDAY 3                      | Mac                  | Внешность, голос |

### В качестве продюсера
| Год       | Название                                                   | Примечания                                           |
| --------- | ---------------------------------------------------------- | ---------------------------------------------------- |
| 1999      | Judgment Day                                               | Исполнительный продюсер                              |
| 1999      | Stealth Fighter                                            | Исполнительный продюсер                              |
| 1999      | Urban Menace                                               | Видео                                                |
| 1999      | Corrupt                                                    | Фильм                                                |
| 2000      | The Wrecking Crew                                          | Фильм                                                |
| 2002      | Beyond Tough                                               | Документальный телесериал, сопродюсер                |
| 2004      | Up in Harlem                                               | Помощник продюсера                                   |
| 2008      | Ice-T presents: 25 to life                                 | Исполнительный продюсер                              |
| 2010      | The Peacemaker                                             | Телесериал, исполнительный продюсер 6 эпизодов       |
| 2011-2013 | Ice Loves Coco                                             | Исполнительный продюсер, 29 эпизодов                 |
| 2011      | Planet Rock: The Story of Hip-Hop and the Crack Generation | Телевизионный документальный фильм, также рассказчик |
| 2012      | Something from Nothing: The Art of Rap                     | Исполнительный продюсер                              |
| 2012      | Iceberg Slim: Portrait of a Pimp                           | Исполнительный продюсер                              |
| 2015      | Ice & Coco                                                 | Телесериал, исполнительный продюсер                  |
| 2019      | Public Enemy Number One                                    | Документальный фильм, исполнительный продюсер        |

## Награды и номинации
Источники:
Grammy Awards
| Год  | Номинированная работа             | Награда                                  | Результат |
| ---- | --------------------------------- | ---------------------------------------- | --------- |
| 1991 | «Back on the Block»               | Лучшее рэп-исполнение дуэтом или группой | Победа    |
| 1992 | «New Jack Hustler (Nino’s Theme)» | Лучшее сольное рэп-исполнение            | Номинация |
| 2018 | «Black Hoodie»                    | Лучшее метал-исполнение                  | Номинация |

MTV Video Music Awards
| Год  | Номинированная работа             | Награда                | Результат |
| ---- | --------------------------------- | ---------------------- | --------- |
| 1989 | «Colors»                          | Лучшее рэп-видео       | Номинация |
| 1989 | «Colors»                          | Лучшее видео из фильма | Номинация |
| 1991 | «New Jack Hustler (Nino’s Theme)» | Лучшее рэп-видео       | Номинация |

MTV Movie Awards
| Год  | Номинированная работа | Награда                     | Результат |
| ---- | --------------------- | --------------------------- | --------- |
| 1992 | Нью-Джек Сити         | Лучшее прорывное исполнение | Номинация |

Image Awards
| Год  | Номинированная работа             | Награда                                        | Результат |
| ---- | --------------------------------- | ---------------------------------------------- | --------- |
| 1996 | New York Undercover               | Outstanding Supporting Actor in a Drama Series | Победа    |
| 2002 | Law & Order: Special Victims Unit | Outstanding Supporting Actor in a Drama Series | Победа    |
| 2004 | Law & Order: Special Victims Unit | Outstanding Supporting Actor in a Drama Series | Номинация |
| 2006 | Law & Order: Special Victims Unit | Outstanding Actor in a Drama Series            | Номинация |
| 2012 | Law & Order: Special Victims Unit | Outstanding Supporting Actor in a Drama Series | Номинация |

Adult Video News Awards
| Год  | Номинированная работа | Награда                                | Результат |
| ---- | --------------------- | -------------------------------------- | --------- |
| 2004 | Pimpin' 101           | Лучший не-порноактёр — фильм или видео | Номинация |

News & Documentary Emmy Award
| Год  | Номинированная работа                                      | Награда                                | Результат |
| ---- | ---------------------------------------------------------- | -------------------------------------- | --------- |
| 2012 | Planet Rock: The Story of Hip-Hop and the Crack Generation | Outstanding Arts & Culture Programming | Номинация |

All Def Movie Awards
| Год  | Номинированная работа | Награда                            | Результат |
| ---- | --------------------- | ---------------------------------- | --------- |
| 2016 | Игра на выживание     | Лучший чернокожий, выживший в кино | Номинация |